# (6190) Rennes
(6190) Rennes ist ein Asteroid des Hauptgürtels, der am 8. Oktober 1989 vom japanischen Astronomen Masahiro Koishikawa an der Ayashi Station des Sendai Astronomical Observatory (IAU-Code 391)  in Japan entdeckt wurde.
Der Asteroid wurde am 2. Februar 1999 nach der französischen Stadt Rennes in der Region Bretagne benannt, die Präfektursitz des Départements Ille-et-Vilaine und größte Stadt der Region Bretagne ist.